# تجريد (معان)
التجريد عند أهل العربية يطلق على معان. منها تجريد اللفظ الدال على المعنى من بعض معناه، كما جرد الإسراء عن معنى الليل وأريد به مطلق الإذهاب لا الإذهاب بالليل في قوله تعالى ﴿سبحان الذي أسرى بعبده ليلا﴾. ومنها عطف الخاص على العام؛ سمي به لأنه كأنه جرد الخاص من العام. ومنها خلو البيت من الردف والتأسيس، والقافية المشتملة عليه تسمى مجردة. ومنها ذكر ما يلائم المستعار له ويسمى ذلك بالاستعارة المجردة. ومنها ما هو مصطلح أهل البديع فإنهم قالوا من المحسنات المعنوية التجريد، وهو أن ينتزع من أمر ذي صفة أمر آخر مثله في تلك الصفة، مبالغة في كمالها فيه، أي لأجل المبالغة في كمال تلك الصفة في ذلك الأمر ذي الصفة، حتى كأنه بلغ من الاتصاف بتلك الصفة إلى حيث يصح أن ينتزع منه موصوف آخر بتلك الصفة.